# Estuário do Congo

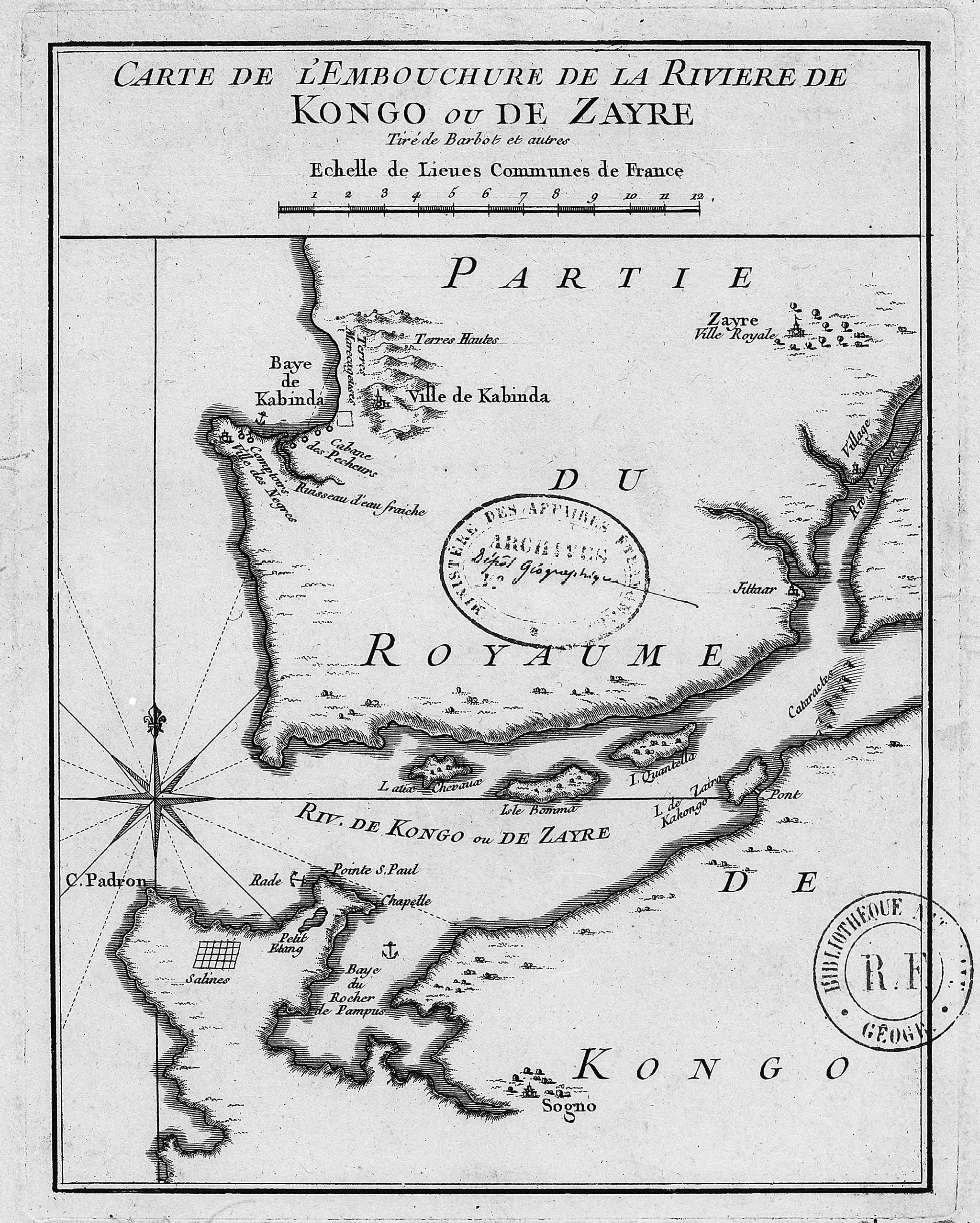
O "Mapa da foz do rio Congo ou Zaire", de	1747, de autoria do cartógrafo Jacques-Nicolas Bellin. O mapa trás uma descrição detalhada do estuário do Congo, principalmente de sua definição mais estrita.

O estuário do Congo, também chamado de estuário do Zaire ou baía de Diogo Cão, é um imenso complexo estuarino formado pela foz do Rio Congo (e seu delta) e pelas águas dos pequenos rios Santo Antônio do Zaire, Porto Rico, Pampa, dos canais da Moita Seca e do Pululu, além de diversos canais menores, em Angola e na República Democrática do Congo.
A definição mais estreita do estuário diz que delimita-se da península Ponta da Banana, na República Democrática do Congo, até à península Ponta do Padrão, em Angola, subindo o rio Congo até o rio Porto Rico, que é um pouco antes da foz do delta do Congo. Numa definição mais ampla, o estuário vai até a ilha da Quissanga, abarcando até mesmo a totalidade do delta do Congo.
O estuário, em conjunto com o delta do Congo, forma um emaranhado de canais, ilhas, ilhotas, mangues e bancos de sedimentos, locais de reprodução de aves, crustáceos e peixes, servindo como importante fonte de renda e alimentação para as populações que vivem em suas margens.
O estuário é uma área geopolítica sensível, pois é riquíssima em hidrocarbonetos, graças à imensa deposição de sedimentos do Congo.